# Los Sauces (Mendoza)
Los Sauces es una localidad y distrito ubicado en el departamento Tunuyán de la provincia de Mendoza, Argentina. 
El barrio central del distrito es conocido como Villa Margarita.
La localidad nació en los años 1950 en lo que era conocido como la finca Bascuñán, cuando Juan Casales donó las tierras para el poblado, dando como nombre Villa Margarita en honor a su esposa.
Cuenta con playón deportivo, puesto de salud, comisaría y puesto policial.

## Población
Cuenta con 661 habitantes (Indec, 2010), lo que representa un incremento del 47,22% frente a los 449 habitantes (Indec, 2001) del censo anterior.